# Zaułek Ossolińskich we Wrocławiu

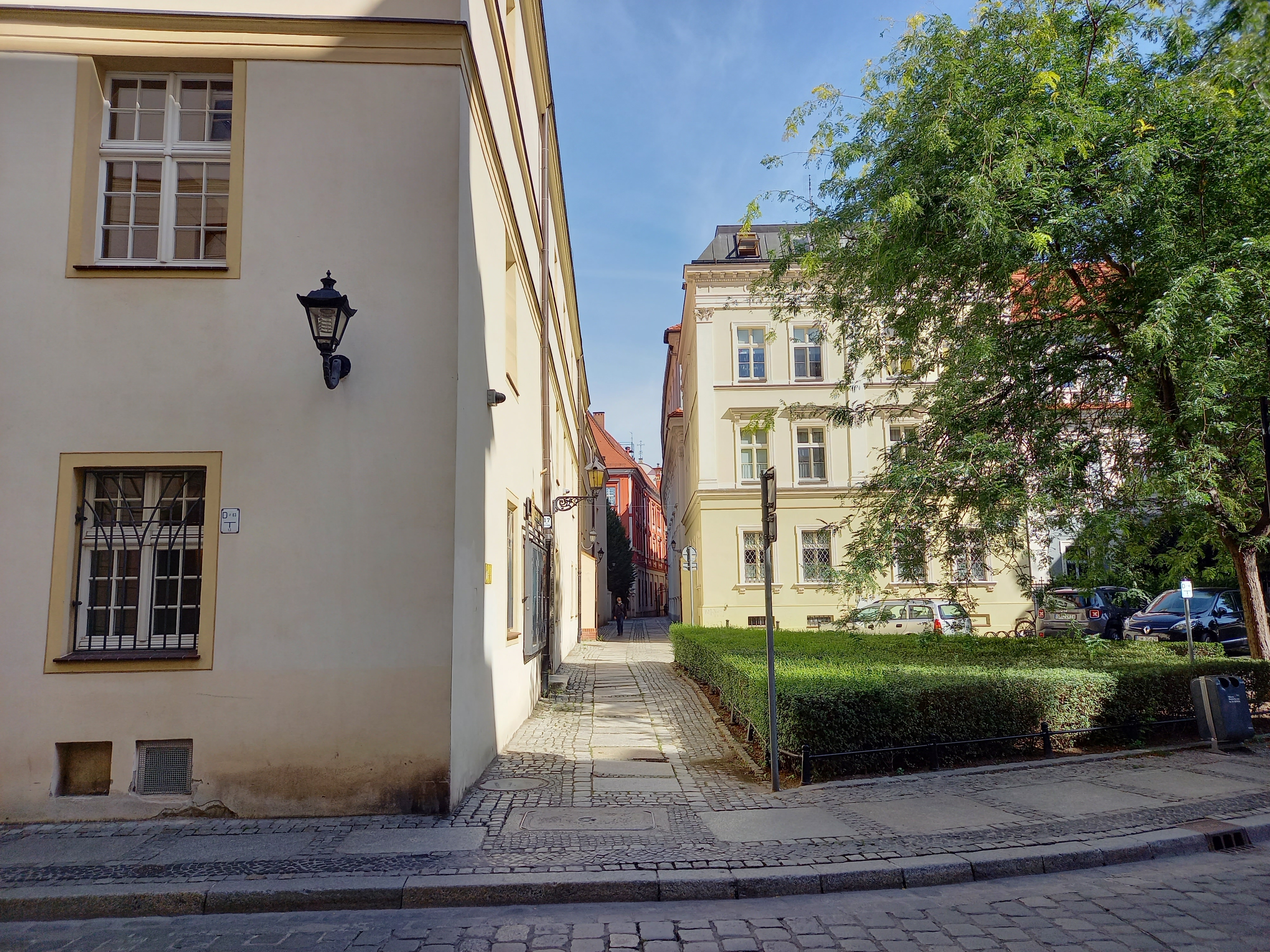
Początek przy pl. Nankiera

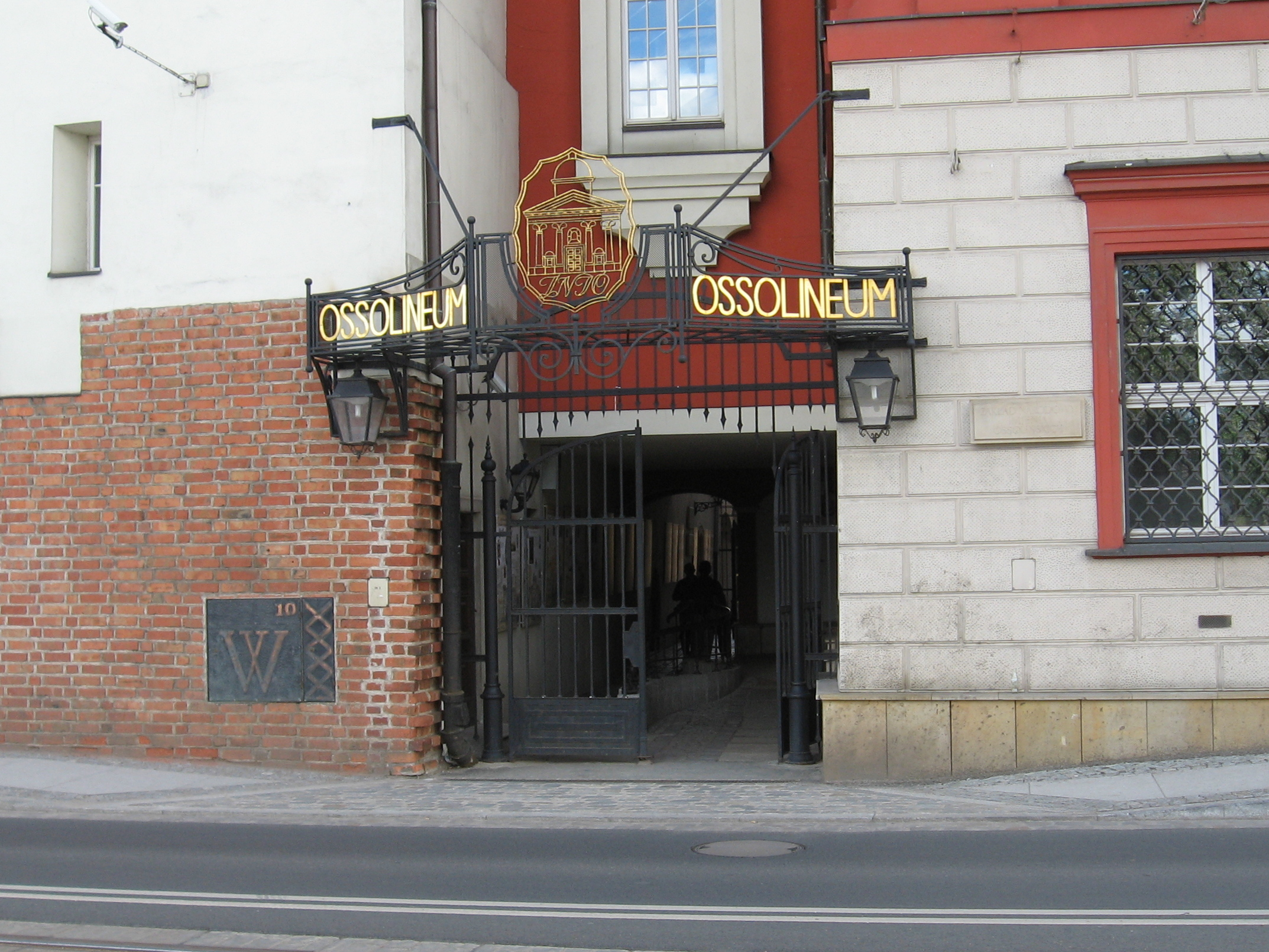
Koniec zaułku od ulicy Grodzkiej

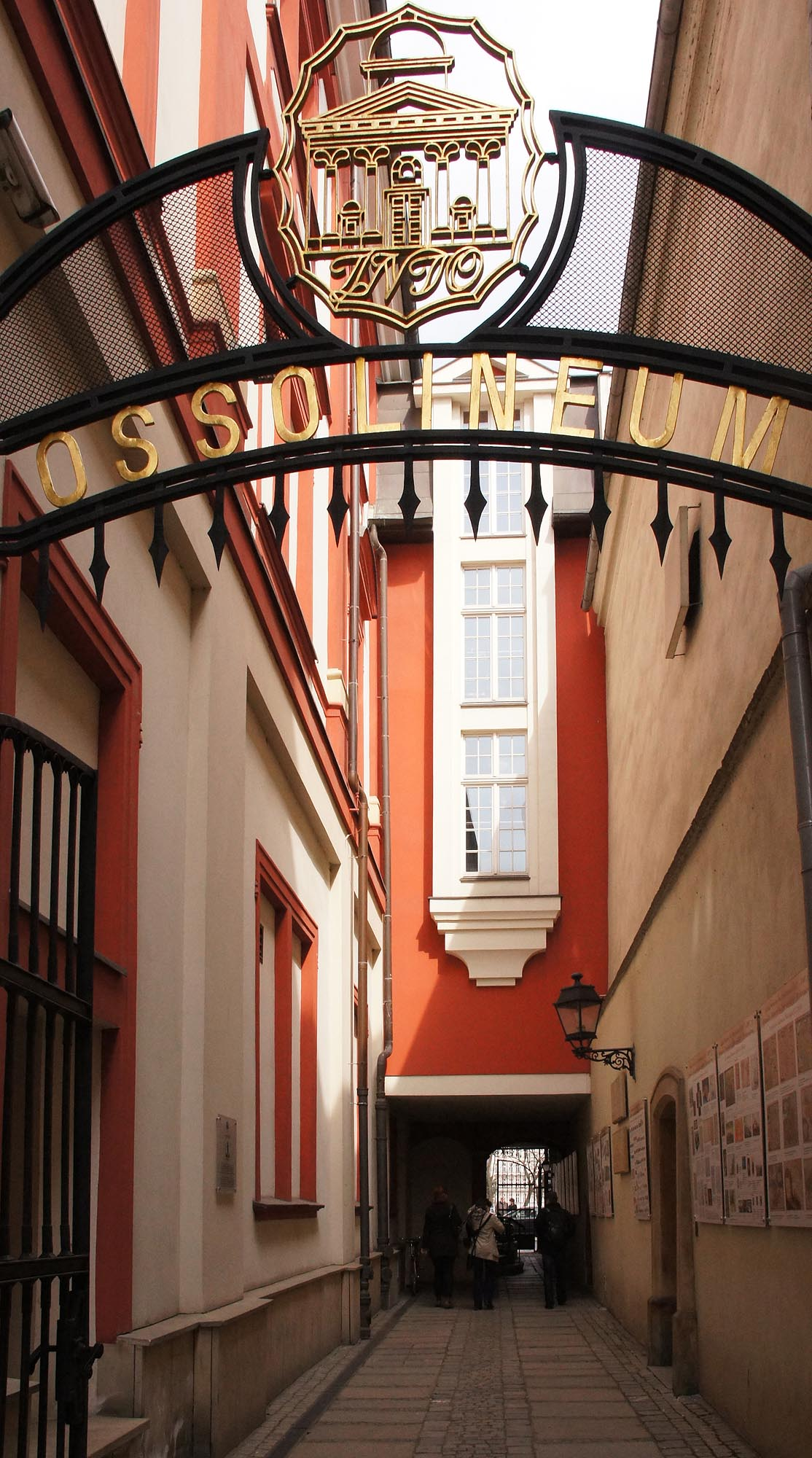
Odcinek końcowy przez teren Ossolineum

Zaułek Ossolińskich – ulica położona we Wrocławiu na Starym Mieście. Obejmuje drogę gminną o długości 152 m oraz przejście przez teren Zakładu Narodowego im. Ossolińskich. Ulica przebiega między dwoma zabytkowymi zespołami zabudowy: dawnego klasztoru szpitalników, obecnie Ossolineum (częściowo przez jego teren), oraz dawnego klasztoru św. Klary, następnie Urszulanek.

## Historia
Na początku XIII w. rozpoczęto w tym rejonie budowę kościoła św. Jakuba ufundowanego przez Henryka Pobożnego. Jednocześnie powstał klasztor franciszkanów pw. św. Jakuba. Obok niego powstał dwór księżny Anny, żony Henryka Pobożnego. w 1252 r. został on przekazany klaryskom równocześnie fundując kościół św. Klary i św. Jadwigi – obecnie urszulanek. W XVII wieku w darowanych kuriach książęcych utworzono zakon szpitalików. W 1529 r. kościół i klasztor św. Jakuba obejmują remonstranci (norbertyni). Nad rzeką Odrą mającą swój bieg na północ od zabudowy klasztorów znajdowały się gospodarcze zaplecza. Droga na przedmurzu później przekształcona została w bulwar (Promenada Staromiejska), a następnie ulicę – współcześnie ulica Grodzka.
Historia ukształtowania się tego ciągu komunikacyjnego związana jest bezpośrednio z powstałymi tu i otaczającymi go zespołami zabudowy klasztornej. Po stronie wschodniej najpóźniej do 1260 r. założono Klasztor Klarysek. Pierwotna zabudowa drewniana klasztoru przetrwała do momentu budowy murowanego zespołu dwóch jednopiętrowych budynków w latach 1696–1701. Zostały one zastąpione nową zabudową znacznie okazalszą zbudowaną według projektu J.G. Knolla. Przejęcie przez urszulanki kompleksu klasztornego nastąpiło w 1819 r. (1810 r.; 1810 r. sekularyzacja). Zakon prowadził tu gimnazjum. W kolejnych latach następowały zmiany z zabudowie, m.in. w 1842 r. rozbudowa, 1847 r. nadbudowa, 1858 r. budowa kaplicy ś.w. Krzyża, w kolejnych latach przebudowy. Po pożarze z 1907 r. klasztor obudowano, a w 1928 r. rozbudowo. W trakcie oblężenia Wrocławia z 1945 r. w wyniku działań wojennych zabudowa uległa uszkodzeniu i w latach powojennych sukcesywnie wykonywano kolejne roboty budowlane. Od strony północnej oparty jest o gotycki mur miejski. W 2006 r. był to największy w mieście kompleks nowożytnych zbudowań klasztornych. Po wojnie zakon Urszulanek Unii Rzymskiej prowadził i nadal prowadzi tu także szkołę, obecnie jest to Liceum Ogólnokształcące Sióstr Urszulanek Unii Rzymskiej we Wrocławiu.
Natomiast po stronie wschodniej istniała zabudowa klasztoru Krzyżowców z Czerwoną Gwiazdą. Pierwotny układ zabudowy nie jest dokładnie znany. W 1690 r. rozpoczęto budowę, kontynuowaną w kolejnych latach, z inicjatywy mistrza J. Neboraka, a według projektu francuskiego architekta Jean Baptiste Matheya (Mathieu) nowych obiektów. Budowy w kolejnych latach uwzględniały zmiany wprowadzane przez różnych projektantów. W 1810 r. nastąpiła sekularyzacja obiektu i urządzono tu Gimnazjum św. Macieja. W latach 20. XX wieku prowadzono przebudowę obiektu. Po zniszczeniach powstałych w wyniku działań wojennych prowadzonych podczas oblężenia Wrocławia z 1945 r. odbudowę przeprowadzono w latach 1946–1947. Tu umieszczono zbiory Zakładu Narodowego im. Ossolińskich.

## Nazwa
W swojej historii ulica nosi od 1999 r. nazwę Zaułek Ossolińskich. Nazwa ulicy została nadana mocą uchwały podjętej przez Radę Miejską Wrocławia nr VIII/297/99 z 23.04.1999 r. Nawiązuje ona do patronów Zakładu Naukowego im. Ossolińskich, który ma tutaj swoją siedzibę.

## Układ drogowy
Do ulicy Zaułek Ossolińskich przypisana jest droga gminna o długości 152 m (numer drogi 105085D, numer ewidencyjny drogi G1050850264011), oraz przejście przez teren oraz pod budynkiem Zakładu Narodowego im. Ossolińskich do ulicy Grodzkiej. Droga gminna położona jest na działce ewidencyjnej o powierzchni 471 m².
Ulica łączy się z następującą ulicą i placem:
- skrzyżowanie: plac Biskupa Nankiera[4][16]
- zakończenie ulicy: teren Zakładu Narodowego im. Ossolińskich, przejście do ulicy Grodzkiej, torowisko tramwajowe[4][17][18].

Ponadto istnieje połączenie piesze z ulicą Szewską i placem Uniwersyteckim przez ogrody Ossolineum – Dziedziniec zewnętrzny przy Ossolineum.

## Zabudowa i zagospodarowanie
Zachodnia strona ulicy obejmuje zabytkowy kompleks Zespołu klasztoru Szpitalników z Czerwona Gwiazdą, obecnie część Zakład Narodowy im. Ossolińskich, w tym budynek klasztorny, dalej ogród i na końcu Klasztor Szpitalników z Czerwoną Gwiazdą, następnie Gimnazjum św. Macieja. Po stronie wschodniej początkowy odcinek ulicy przylega do placu, za którym znajduje się zabytkowa zabudowa zespołu Kościoła i klasztoru Klarysek pod wezwaniem św. Klary, od 1810 r. kościoła i klasztoru Urszulanek pod wezwaniem św. Klary i św. Jadwigi, przy czym do Zaułku Ossolińskich przylegają następujące budynki i budowle: budynek mieszkalno-pomocniczy, klasztor, i współczesny budynek z wkomponowanym (fragment elewacji), zachowanym i podlegającym ochronie zabytkowym fragmentem muru obronnego.
Ulica przebiega przez rejon statystyczny nr 933140. Dane o stopniu zaludnienia pochodzą z 31.12.2019 r. Gęstość zaludnienia wynosi 2148 lud./km², przy 192 osobach zameldowanych w tym rejonie.

## Ochrona i zabytki
Obszar, na którym położony jest Zaułek Ossolińskich, podlega ochronie w ramach zespołu urbanistycznego Starego Miasta z XIII–XIX wieku, wpisanego do rejestru zabytków pod nr. rej.: 196 z 15.02.1962 oraz A/1580/212 z 12.05.1967 r. Inną formą ochrony tych obszarów jest ustanowienie historycznego centrum miasta, w nieco szerszym obszarowo zakresie niż wyżej wskazany zespół urbanistyczny, jako pomnik historii  . Samo miasto włączyło ten obszar jako cenny i wymagający ochrony do Parku Kulturowego "Stare Miasto", który zakłada ochronę krajobrazu kulturowego oraz uporządkowanie, zachowanie i właściwe kształtowanie krajobrazu kulturowego oraz historycznego charakteru najstarszej części miasta .
| obiekt, położenie | powstanie, nr rej. | fotografia |
| --- | --- | ---------- |
| strona zachodnia | |            |
| Zespół klasztoru Szpitalników z Czerwona Gwiazdą, obecnie część Zakład Narodowy im. Ossolińskich, część kościół rektorski św. Macieja z duszpasterstwem założenie przestrzenne ulica Szewska 37 | lata 1676–1715, po 1949 r. gez, mpzp |            |
| Budynek klasztorny w zespole Klasztoru Krzyżowców z Czerwoną Gwiazdą, obecnie budynek parafii św. Macieja plac Biskupa Nankiera 17                                                              | 1675 r., po 1945 r. A/3140/112 z dnia 14.02.1962 r. |            |
| Klasztor Szpitalników z Czerwoną Gwiazdą, następnie Gimnazjum św. Macieja, obecnie Zakład Narodowy imienia Ossolińskich "Ossolineum" ulica Szewska 37                                           | lata 1676–1715 (projekt J. Baptiste Mathey (Mathieu), po 1949 r., 2002 r. (remont) A/3134/159 z dnia 15.02.1962 r.                                                                            |            |
| strona wschodnia | |            |
| Kościół i klasztor Klarysek pw. św. Klary, od 1810 r. kościół i klasztor Urszulanek pod wezwaniem św. Klary i św. Jadwigi założenie przestrzenne plac Biskupa Nankiera 16                       | lata 1257–1260, XIV wiek, lata 1689–1702, około 1820–1847 r., 1866 r., 1902 r., remonty: lata 1857–1858, 1888 r., 1933 r., lata 50.-70. i 90. XX wieku gez, mpzp                              |            |
| Budynek mieszkalno-pomocniczy, obecnie Duszpasterstwo rzymsko-katatolickie parafii Najświętszego Imienia Jezus p/kl Uniwersyteckim plac Biskupa Nankiera 16a                                    | lata 70. XIX wieku gez, mpzp |            |
| Klasztor Klarysek św. Klary, od 1810 r. - klasztor ss Urszulanek, Zespół Szkół Urszulańskich plac Biskupa Nankiera 16                                                                           | lata 1257–1260, XIV wiek, lata 1689–1702, około 1820–1847, 1866 r., 1902 r., remonty: lata 1857–1858, 1888 r., lata 60.-70. XX wieku, 1997 r., lata 2002–2003 A/3141/111 z dnia 14.02.1962 r. |            |
| Fragment muru obronnego, obecnie fragment elewacji i ogrodzenia Biblioteki Zakładu imienia Ossolińskich ulica Grodzka 11                                                                        | XIII wiek, XX wiek A/5292/196 z dnia 30.12.1970 r. |            |

## Baza TERYT

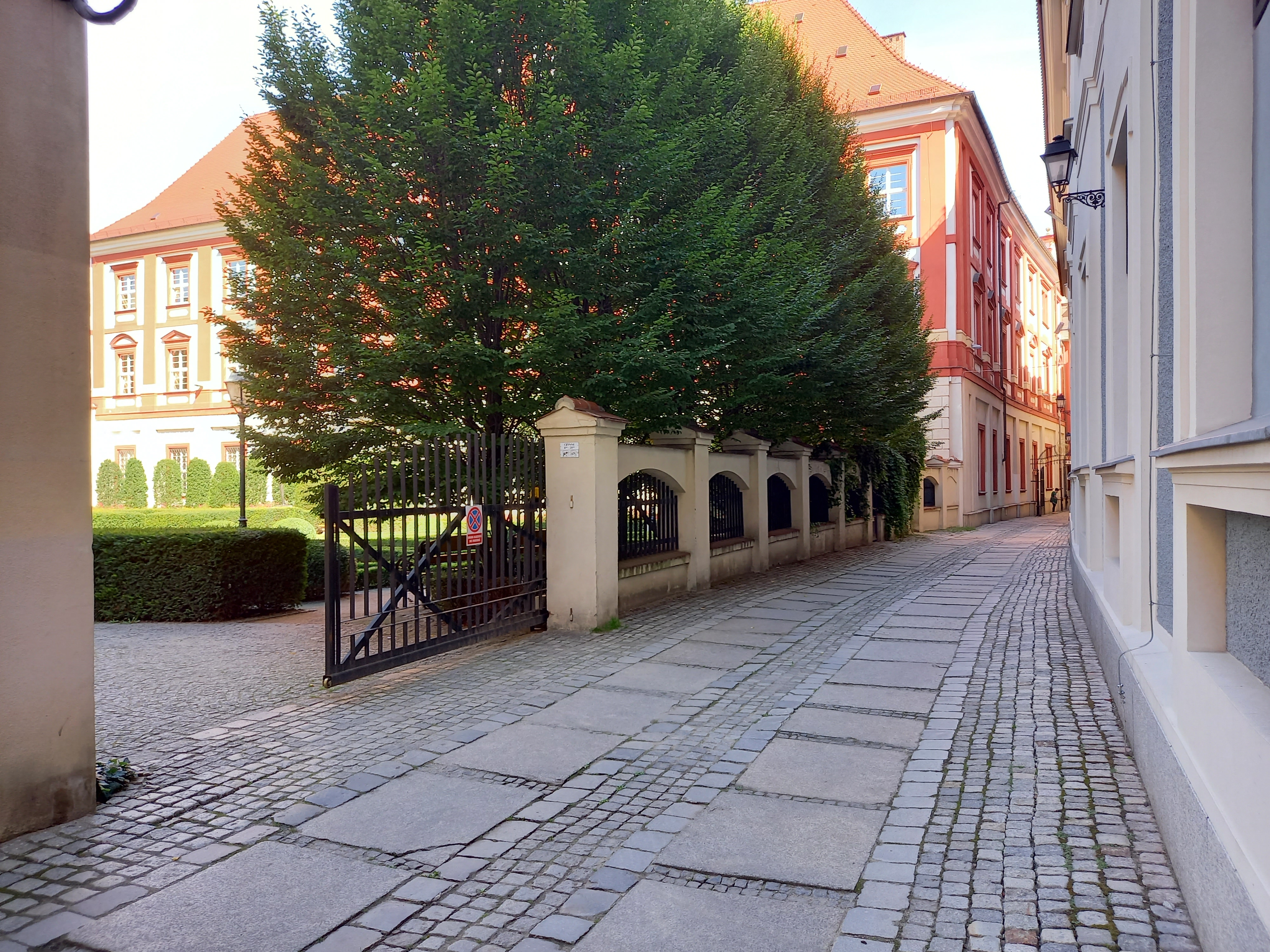
Wejście do ogrodu Ossolineum

Dane Głównego Urzędu Statystycznego z bazy TERYT, spis ulic (ULIC):
- województwo: DOLNOŚLĄSKIE (02)
- powiat: Wrocław (0264)
- gmina/dzielnica/delegatura: Wrocław (0264011) gmina miejska
- Miejscowość podstawowa: Wrocław (0986283) miasto
- Nazwa ulicy: ul. Zaułek Ossolińskich (31893).